# Анна Іваненко
Анна Іваненко — українська художниця-ілюстраторка та дизайнерка.

## Життєпис
Анна Іваненко народилася в Києві. Після закінчення загальноосвітньої школи навчалася у видавничо-поліграфічному інституті НТУУ «КПІ» на кафедрі графіки, потім в 2015 році закінчила Британську вищу школу дизайну в Москві на курсі Віктора Меламеда. Викладає у школі «Projector» на курсі ілюстрації. Разом з художницею-ілюстраторкою Євгенією Полосіною заснувала візуальну шовкографську студію «Сері/граф», а також фестиваль ручного друку «Принт Фест_/100».

## Творчість
Анна Іваненко у своїй діяльності зосереджена на сучасній графіці, працює в різних техніках. Художниця регулярно організовує освітні події, пов'язані з вивченням технік естампу. 
Співпрацює з видавництвами «Книголав», «Ранок», КСД, «Pabulum», «Видавництво», «Родовід». 2017 року проілюструвала курс літературної творчості Тані Стус «Письмонавтика» («Pabulum») та «Довіряй, але перевіряй. Медіаграмотність в українському суспільстві», 2018 року — повість Аліни Штефан «Літо довжиною в ДНК» («Ранок»), а в 2020 році книжки «Історія з вузликами» Л'юїса Керрола. Також підготувала плакати для проєкту Олега Нестерова «З життя планет», постери для книгарні «Є». 
У ході повномасштабного російського вторгнення в Україну разом з Євгенією Полосіною створює комікси, що документують події в Україні. Комікси публікують в американському журналі Hyperallergic, у канадській газеті The Globe, а також у бразильському журналі Morel.

## Нагороди
- «Золото» у категорії «Комерційна ілюстрація» європейського конкурсу IJungle 2020 Illustration Awards за серію робіт для освітнього онлайн-проєкту[5].
- переможниця 56-тої Болонської виставки ілюстраторів в рамках Болонського ярмарку дитячої книги (Bologna Children's Book Fair, 2021)[6].